# Коокмаа, Патрик
Патрик Коокмаа (эст. Patrick Kookmaa; 27 ноября 2003, Таллин, Эстония) — эстонский хоккеист, защитник.

## Карьера
Начинал свою карьеру в эстонском клубе «Пантер». В сезоне 2021/2022 провел десять игр в МХЛ за «Ригу». Остаток сезона доигрывал Латвийской хоккейной лиге: там Коокмаа выступал за «Призму».

### В сборной
Выступал за молодежную сборную Эстонии. Весной 2022 года Коокмаа дебютировал за главную национальную команду страны. Вскоре защитник вошел в состав «балтийцев» для участия в Чемпионате мира по хоккею с шайбой в Первом дивизионе в Польше. 26 апреля провел первый матч на мировом первенстве против хозяев турнира — сборной Польши (0:3).